# NHK帶廣放送局
42°55′25″N 143°11′52″E / 42.92361°N 143.19778°E
NHK帶廣放送局（日语：／ Enueichikei Obihiro Hōsōkyoku */?），又译NHK帶廣广播电视台，是日本放送協會位於北海道帶廣市，負責主管NHK在北海道十勝地區事務的地方广播电视台（放送局）。

## 外部連結
- 官方网站 （日語）